# 馬丁斯維爾 (維吉尼亞州)
馬丁斯維爾（英語：Martinsville）是美國維吉尼亞州南部的一個獨立小城市。面積28.5平方公里。根據美國2000年人口普查，共有人口15,416人。
馬丁斯維爾成立於1928年。城名紀念早前殖民者約瑟·馬丁。
因為工作機會不多，導致青壯年人口外流至格林斯堡市、羅諾克市。